# Кубок світу з біатлону 2012—2013 — етап 9
Дев'ятий етап Кубка світу з біатлону 2012—13 відбувся в Ханти-Мансійську, Росія, з 11 по 17 березня 2013 року. У програмі етапу було заплановано проведення 6 гонок: спринту, гонки переслідування та мас-старту у чоловіків та жінок.

## Гонки
Розклад гонок наведено нижче.
| Дата       | Час       | Гонка                            |
| ---------- | --------- | -------------------------------- |
| 14 березня | 13:15 CET | Жінки, спринт 7,5 км             |
| 15 березня | 13:00 CET | Чоловіки, спринт 10 км           |
| 16 березня | 11:30 CET | Жінки, переслідування 10 км      |
| 16 березня | 13:30 CET | Чоловіки, переслідування 12,5 км |
| 17 березня | 10:30 CET | Жінки, мас-старт 12,5 км         |
| 17 березня | 13:30 CET | Чоловіки, мас-старт 15 км        |

## Чоловіки

### Призери
| Гонка:                                                                       | Золото:                | Час               | Срібло:                      | Час               | Бронза:                                    | Час                                 |
| Спринт 10 км Протокол                                                        | Мартен Фуркад Франція  | 24:22.6 (0+0)     | Лукас Гофер Італія           | 25:02.2 (0+0)     | Андреас Бірнбахер Німеччина                | 25:06.4 (0+0)                       |
| Переслідування 12,5 км Протокол [Архівовано 8 липня 2015 у Wayback Machine.] | Крістоф Зуманн Австрія | 34:47.9 (0+0+0+0) | Сімон Фуркад Франція         | 35:23.6 (0+0+0+0) | Мартен Фуркад Франція Міхал Шлезінгр Чехія | 35:28.3 (1+1+2+1) 35:28.3 (0+0+1+2) |
| Мас-старт 15 км Протокол [Архівовано 15 вересня 2015 у Wayback Machine.]     | Мартен Фуркад Франція  | 41:51.4 (0+1+0+0) | Домінік Ландертінгер Австрія | 42:05.3 (0+0+1+0) | Еміль Хегле Свендсен Норвегія              | 42:08.7 (0+0+1+0)                   |

## Жінки

### Призери
| Гонка:                                                                        | Золото:                  | Час               | Срібло:                  | Час               | Бронза:                    | Час               |
| Спринт 7,5 км Протокол [Архівовано 15 березня 2013 у Wayback Machine.]        | Габріела Соукалова Чехія | 21:25.6 (0+0)     | Андреа Генкель Німеччина | 21:42.8 (0+0)     | Міріам Гесснер Німеччина   | 21:49.2 (0+1)     |
| Переслідування 10 км Протокол [Архівовано 19 березня 2013 у Wayback Machine.] | Габріела Соукалова Чехія | 30:58.8 (0+1+0+1) | Ольга Вілухіна Росія     | 31:05.8 (0+1+2+0) | Тура Бергер Норвегія       | 31:13.6 (1+0+0+1) |
| Мас-старт 12,5 км Протокол                                                    | Габріела Соукалова Чехія | 38:22.4 (0+0+0+0) | Марі Дорен Абер Франція  | 38:33.6 (0+0+1+0) | Кайса Мякяряйнен Фінляндія | 38:45.3 (0+0+1+1) |

## Досягнення
Найкращий виступ за кар'єру
Перша гонка в Кубку світу